# Irodalmi díjak listája
A világ irodalmi díjainak listája:

## Az egész világra vonatkozó díjak
- Irodalmi Nobel-díj (Nobel Prize in Literature)
- Neustadt Nemzetközi Irodalmi Díj (Neustadt International Prize for Literature)
- Balassi Bálint-emlékkard – (Balint Balassi Memorial Sword Award)
- Astrid Lindgren-emlékdíj – Gyermek- és ifjúsági irodalmakért (Astrid Lindgren Memorial Award)
- Franz Kafka-díj (Franz Kafka Prize)
- Jeruzsálem-díj (Jerusalem Prize)

## Nemzetközi díjak behatárolt területenm

### Afrika
- Tchicaya U Tam'si Award (afrikai költői műveknek)
- Caine Prize (angol és francia nyelvű afrikai műveknek)
- Wole Soyinka Díj (angol és francia nyelvű afrikai műveknek)

### Brit Nemzetközösség és Írország
- Man Booker-díj (Man Booker Prize)
- Nemzetközösségi Írók Díja (Commonwealth Writers' Prize)
- John Llewellyn Rhys-díj (John Llewellyn Rhys Prize)

### Angol nyelv
- Blackburn-díj (Susan Smith Blackburn Prize) Angol nyelvű női drámaírók részére
- African Commonwealth Writers Prize (angol nyelvű fekete-afrikai műveknek)

### Francia nyelv
- Grand Prix littéraire de l'Afrique noire (francia nyelvű fekete-afrikai műveknek)

### Portugál nyelv
- Camilo Castelo Branco elbeszélői nagydíj (Portugália és PALOP országok szerzői)
- José Saramago irodalmi díj

### Spanyol nyelv
- Cervantes-díj (Miguel de Cervantes)
- Rómulo Gallegos-díj (Rómulo Gallegos)
- Sor Juana Inés de la Cruz-díj (Sor Juana Inés de la Cruz) – női szerzők részére

## Amerikai irodalom
- Irodalmi Aga Kán-díj (Aga Khan Prize for Fiction)
- Művészetek és Irodalmak Amerikai Akadémiájának Aranymedálja (American Academy of Arts and Letters Gold Medals)
- Amerikai Könyvdíj (American Book Award)
- Arthur Rense-díj (Arthur Rense Prize)
- Bancroft-díj (Bancroft Prize)
- Legszebb amerikai költemények (könyvsorozat) (The Best American Poetry series)
- Bobbitt Nemzeti Költészeti Díj (Bobbitt National Prize for Poetry)
- Bollingen-díj
- Edgar Allan Poe-díj
- Flannery O'Connor-díj (Flannery O'Connor Award for Short Fiction)
- Frost-medál (Frost Medal)
- Goldsmith-könyvdíj (Goldsmith Book Prize)
- Harold Morton Landon műfordítói díj (Harold Morton Landon Translation Award)
- PEN Hemingway-díj (Hemingway Foundation/PEN Award)
- Hopwood-díj
- James Laughlin-díj
- Janet Heidiger Kafka-díj
- Kate Tufts-díj (Kate Tufts Discovery Award)
- Kingsley Tufts költészeti díj (Kingsley Tufts Poetry Award)
- Lambda Irodalmi Díj (Lambda Literary Award)
- Lannan irodalmi díj (Lannan Literary Awards)
- Michael Braude-díj (Michael Braude Award for Light Verse)
- Nemzeti Könyvdíj (National Book Award)
- National Book Critics Circle Award
- Nemzeti Zsidó Könyvdíj (USA) (National Jewish Book Award (Jewish Book Council))
- Nemzeti Költészeti Sorozat (USA) (National Poetry Series)
- New Criterion Költészeti Díj (The New Criterion Poetry Prize)
- O. Henry-díj (O. Henry Awards) (novella)
- PEN Faulkner-díj (PEN/Faulkner Award for Fiction)
- PEN Malamud-díj ([PEN/Malamud Award) (novella)
- Költők Díja (Poets’ Prize)
- Pulitzer-díj (Pulitzer Prize)
- Pushcart-díj
- Raiziss és De Palchi műfordítói díj (Raiziss/de Palchi Translation Awards)
- Ruth Lilly költészeti díj (Ruth Lilly Poetry Prize)
- Stonewall Könyvdíj (Stonewall Book Award)
- Tony-díj (színművek)
- Wallace Stevens-díj
- Walt Whitman-díj
- Whiting Writers' Award

Lásd még: Irodalmi díjas amerikai költők, írók listája

## Ausztrál irodalom
- Aurealis-díj (Aurealis Award)
- The Australian/Vogel irodalmi díj (The Australian/Vogel Literary Award)
- Miles Franklin-díj (Miles Franklin Award)
- New South Wales Premier's Literary Awards
- Patrick White-díj (Patrick White Award)
- Queensland Premier's Literary Awards
- Western Australian Premier's Book Awards
- Victorian Premier's Literary Award

## Banglades irodalma
- Bangla Academy Award
- Shwadhinota Dibosh Puroskar

## Brit irodalom
Bővebben a brit irodalmi díjakról…
- Author’s Club-díj (Author’s Club First Novel Award)
- Betty Trask-díj
- Booker-díj
- Brit Könyvdíjak ("Nibbies")
- Nemzetközösségi Írók Díja
- Duff Cooper-díj
- Forward-díj
- Geoffrey Faber-emlékdíj
- Hawthornden-díj (Hawthornden Prize)
- Hessell-Tiltman-díj
- James Tait Black Emlékdíj
- John Llewellyn Rhys-díj
- Newdigate-díj
- Nők szépprózai díja
- Orwell-díj
- Samuel Johnson-díj (Samuel Johnson Prize; The Baillie Gifford Prize for Non-Fiction)
- Maugham-díj (Somerset Maugham Award)
- T. S. Eliot-díj
- Waverton Good Read-díj
- Whitbread-díj

## Chile irodalma
- Chilei Nemzeti Irodalmi Díj

## Cseh irodalom
- Jaroslav Seifert-díj
- Magnesia Litera díj
- Jiří Orten-díj

## Dél-afrikai irodalom
- Alba Bouwer-díj
- Amstel-díj drámaíróknak
- Central News Agency irodalmi díj
- Exclusive Books Boeke-díj
- Hertzog-díj

## Finn irodalom
- Finlandia-díj
- Thanks for the Book Award

## Francia irodalom
- Balzac-díj (Grand Prix Balzac)
- Grand prix du roman de l'Académie française
- December-díj
- Flore-díj
- Deux-Magots-díj
- Femina-díj (Prix Femina)
- Goncourt-díj (Prix Goncourt)
- Valery Larbaud-díj
- Médicis-díj
- Renaudot-díj

## Fülöp-szigetek irodalma
- Palanca-díj

## Georgia irodalma
- Rusztaveli-díj (Shota Rustaveli State Prize)
- Saba-díj (Saba Prize)

## Héber irodalom
- Bialik-díj
- Sapir-díj
- Csernicsovszki-díj (fordításért)
- Ze'ev-díj (Gyermek- és ifjúsági irodalomért)

## Indiai irodalom
- Jnanpith-díj
- Kálidásza-díj
- Pampa-díj
- Sahitya Akadémia Díja

## Írország irodalma
- Nemzetközi IMPAC Dublin Irodalmi Díj

## Japán irodalom
- Akutagava-díj
- Dazai Osamu-díj
- Ito Sei-díj irodalmi
- Kavabata Yasunari-díj
- Mishima Yukio-díj
- Naoki-díj
- Noma-díj irodalmi
- Oda Sakunosuke-díj
- Subaru-díj irodalmi
- Tanizaki-díj
- Yokomitsu-díj
- Yomiuri-díj irodalmi

## Kanadai irodalom
- Arthur Ellis-díj
- Man Booker-díj
- Kanadai Költők Díja
- Nemzetközösségi Írók Díja
- Geoffrey Bilson-díj
- Gerald Lampert-díj
- Giller-díj
- Griffin Költészeti Díj
- Governor General's Award
- Marian Engel-díj
- Milton Acorn Költészeti Díj
- Norma Fleck-díj
- Pat Lowther-díj
- Stephen Leacock-díj
- Trillium-díj
- Wright-díj (The Doug Wright Awards)

## Kínai irodalom
- Maodun-díj
- Caoyu-díj
- Laoshi-díj
- Fengmu-díj

## Közép- és kelet-európai irodalmi díjak
- The Austrian Grand Prize for East European Literature
- Vilenica-díj
- Złote Pióro "Wolnomularza Polskiego" (Gold Pen of "Polish Freemason")

## Lengyel irodalom
- Janusz A. Zajdel Award sci-fi díj
- Nike Irodalmi Díj
- Nagroda Literacka Gdynia
- Angelus-díj

## Luxemburg irodalma
- Batty Weber-díj
- Servais-díj

## Magyar irodalom
(lásd még: Magyar díjak, kitüntetések listája)
- AEGON művészeti díj
- Balassi Bálint-emlékkard
- Bárka-díj
- Baumgarten-díj
- Bródy Sándor-díj
- Csernus Ákos-díj
- Füst Milán-díj
- József Attila-díj
- Kemény Zsigmond-díj
- Kossuth-díj
- Kassák Lajos-díj
- Magyarország Babérkoszorúja díj
- Márai Sándor-díj
- Mészöly Miklós díj
- Posonium Irodalmi és Művészeti Díj
- Pro Literatura-díj
- Rotary irodalmi díj
- Szabó Lőrinc-díj
- Szepes Mária-díj
- Szép Ernő-jutalom
- Szépíró-díj
- Sziveri János-díj
- Zelk Zoltán-díj

## Mexikói irodalom
- Nyelvészeti és Irodalmi Nemzeti Díj (Premio Nacional de Ciencias y Artes|Premio Nacional de Lingüística y Literatura)
- Xavier Villaurrutia-díj

## Német irodalom
- Német Könyvdíj
- Lipcsei Könyvvásár Díja
- Carl Zuckmayer-medál
- Büchner-díj
- Frankfurti Goethe-díj
- Hanseatic Goethe-díj
- Heinrich Heine-díj
- Kassel Irodalmi Díj
- Kleist-díj
- Heinrich Mann-díj
- Hermann Kesten-medál
- Nelly Sachs-díj
- Roswitha-díj
- Az aranyos Michl
- Schiller-díj
- Solothurner Irodalmi Díj
- Thüringiai Irodalmi Díj
- Toucan-díj

## Olasz irodalom
- Bagutta-díj
- Bancarella-díj (Premio Bancarella)
- Campiello-díj (Premio Camiello)
- Strega-díj (Premio Strega)
- Urania-díj (Premio Urania)
- Viareggio-díj

## Orosz irodalom
- Aelita-díj
- Nagy Könyv díj
- NOSZ-díj

## Osztrák irodalom
- Ingeborg Bachmann-díj
- Feldkircher Lyrik-díj
- Floriana-díj
- Förderungspreis für Literatur
- Erich Fried-díj
- Alfred Gesswein-díj
- Franz Kafka-díj
- Kolik Irodalmi Díj
- Theodor Kramer-díj
- Christine Lavant Költészeti Díj
- Manuskripte-díj
- Osztrák Állami Díj az európai irodalomért
- Pannonia Irodalmi Díj
- Reinhard Priessnitz-díj
- Peter Rosegger Irodalmi Díj
- Manès-Sperber-díj
- Alexander Sacher-Masoch-díj
- Steyr Irodalmi Díj
- Adalbert Stifter-díj
- Otto Stoessl-díj
- Georg Trakl Költészeti Díj
- Wiener Werkstadt-díj
- Anton Wildgans-díj

## Portugál irodalom
- Camões-díj (Prémio Camões)
- Vergílio Ferreira-díj

## Spanyol irodalom
- Cervantes-díj (Premio Miguel de Cervantes)
- Nadal-díj (Premio Nadal)
- Planeta-díj (Premio Planeta)
- Rómulo Gallegos-díj (Premio Rómulo Gallegos)
- Alfaguara-díj (Premio Alfaguara)
- Azorín-díj (Premio Azorín)
- Primavera Regénydíj (Premio Primavera de Novela)
- Spanyol Nemzeti Elbeszélés Díj (Premio Nacional de Narrativa)
- Fernando Lara regénydíj (Premio Fernando Lara de Novela)
- Premio de la Crítica
- Fastenrath-díj (Premio Fastenrath)

## Svéd irodalom
- Anaria-díj (Aniarapriset) – a Svéd könyvtárak szövetségének díja
- August-díj (Augustpriset)
- C. S. Lewis-díj (C S Lewis-priset)
- De Nio-nagydíj (De Nios Stora Pris) – a De Nio nevű irodalmi akadémia díja
- Kis August-díj (Lilla Augustpriset) Ifjúsági irodalmi díj
- Piraten-díj (Piratenpriset) – a Fritiof Nilsson Piratenről elnevezett Piratenpriset Alapítvány díja
- A Svéd Akadémia északi díja (Svenska Akademins nordiska pris)

## Szlovén irodalom
- Prešeren-díj
- Kresnik
- Rožanac-díj

## Új-Zéland irodalma
- Új-Zélandi Montana Könyvdíj (Montana New Zealand Book Awards)

## Tematikus irodalmi díjak

### Sci-fiésFantasy
- Hugo-díj
- Nebula-díj
- Sidewise Award for Alternate History
- Tiptree-díj
- BSFA díj
- Apollo-díj
- Arthur C. Clarke-díj
- Writers of the Future – új szerzők versenye
- Illustrators of the Future – új illusztrátorok versenye
- Memorial Award for Best Science Fiction Novel
- John W. Campbell Award for Best New Writer in Science Fiction
- Philip K. Dick-díj
- Compton Crook-díj
- Prométheusz-díj – legjobb Libertarian SF
- Janusz A. Zajdel-díj – lengyel rajongók díja
- World Fantasy díj
- SFRA Pioneer-díj – legjobb kritikai esszé

### Gyermek- és ifjúsági irodalom
- Newbery Medal (USA)
- Newbery Honor (USA)
- Caldecott Medal (USA)
- Laura Ingalls Wilder Medal (USA)
- Dorothy Canfield Fisher Children's Book Award (USA)
- Governor General's Award (Kanada)
- Carnegie Medal (UK)
- Children's Laureate (UK)
- Guardian Award (UK)
- Kate Greenaway Medal Illusztrációért (UK)
- Marsh Award for Children’s Literature in Translation (UK)
- Nestle Smarties Book Prize (UK)
- Angus Book Award (UK)
- Tir na n-Og Awards (UK – Wales)
- Bisto Book of the Year Awards (Írország)
- The Eilis Dillon Award (Írország)
- Hans Christian Andersen-díj (Nemzetközi)
- Astrid Lindgren-emlékdíj (Nemzetközi)
- Coretta Scott King Award Afrikai-Amerikai irodalomért (USA)
- Pura Belpré Award Latin-amerikai irodalomért (USA)
- Michael L. Printz Award fiatal íróknak (USA)
- Robert F. Sibert Award ismeretterjesztő könyvekért (USA)
- Jane Addams Children's Book Award